# Shiraz
Shiraz uttal (fil) (persiska شيراز) är en stad i södra Iran med cirka 1,6 miljoner invånare, vilket gör den till en av landets folkrikaste städer. Den är administrativ huvudort för Farsprovinsen och för delprovinsen (shahrestan) Shiraz.
Shiraz är en gammal stad som grundades under den förislamiska epoken. Staden har varit Irans huvudstad under flera dynastier. Den var huvudstad under den folkkäre regenten Karim Khan Zand från 1750 till 1781 samt en kort period under den föregående safaviddynastin . 
Shiraz har ett behagligt klimat året om och var en viktig islamisk lärdomsstad under medeltiden. Shiraz är berömt som poesins, rosornas och näktergalarnas hemstad. Staden har satt flera av den persiska poesins främsta poeter till världen, däribland Sadi och Hafiz som verkade under 1300-talet. I Shiraz finns många trädgårdar och parker och staden omges av en bergskedja. Staden var tidigare känd för sina viner (framför allt vita, både unga torra och lagrade söta), men sedan den islamiska revolutionen har produktionen upphört. Trots att staden och druvan shiraz delar samma namn, har dock druvan inte sitt ursprung i staden (utan i Rhônedalen) och vinerna som producerades i Shiraz gjordes inte på shirazdruvan.
Det finns flera grupper av kurder som bor i Shiraz, inklusive den viktigaste Karuni, samt Zangeneh och Ghazivand.
Persepolis (eller Takht-e Jamshid, "Jamshids tron") ligger cirka 70 km nordost om Shiraz. Det var där storkungen Dareios I (Darius) hade sitt palats som uppfördes cirka år 500 f.Kr.
Bahá'í-tron har sitt ursprung i staden Shiraz eftersom Báb, den förste av religionens två profeter, föddes där 1819.

## Sevärdheter
- Hafez gravmonument (1300-talet)
- Shaikh Sa'dis gravmonument (1200-talet)
- Khwaju Kermanis gravmonument (1300-talet)
- Shah Cheragh (1500-talet, Imam Rezas brors gravplats)
- Jame-ye atiqs moské (800-talet)
- Shah Shujas gravplats (1300-talet)
- Baba Kuhis gravplats (1600-talet)
- Karim Khan Zands citadell (1700-talet)
- Vakilbasaren med hammam och moské (1200-talet)
- Nasirol-Molks moské (1800-talet)
- Koranporten (Darvaze-ye quran) och Allahu akbarpasset (1700-talet, resenärer brukade förr utropa "Allahu akbar" när de passerade här och såg staden, därav namnet)
- Naranjestans trädgård med Ghavams palats (1700-talet)
- Afifabads trädgård och vapenmuseum (1700-talet)
- Erams trädgård med palats (1700-talet)

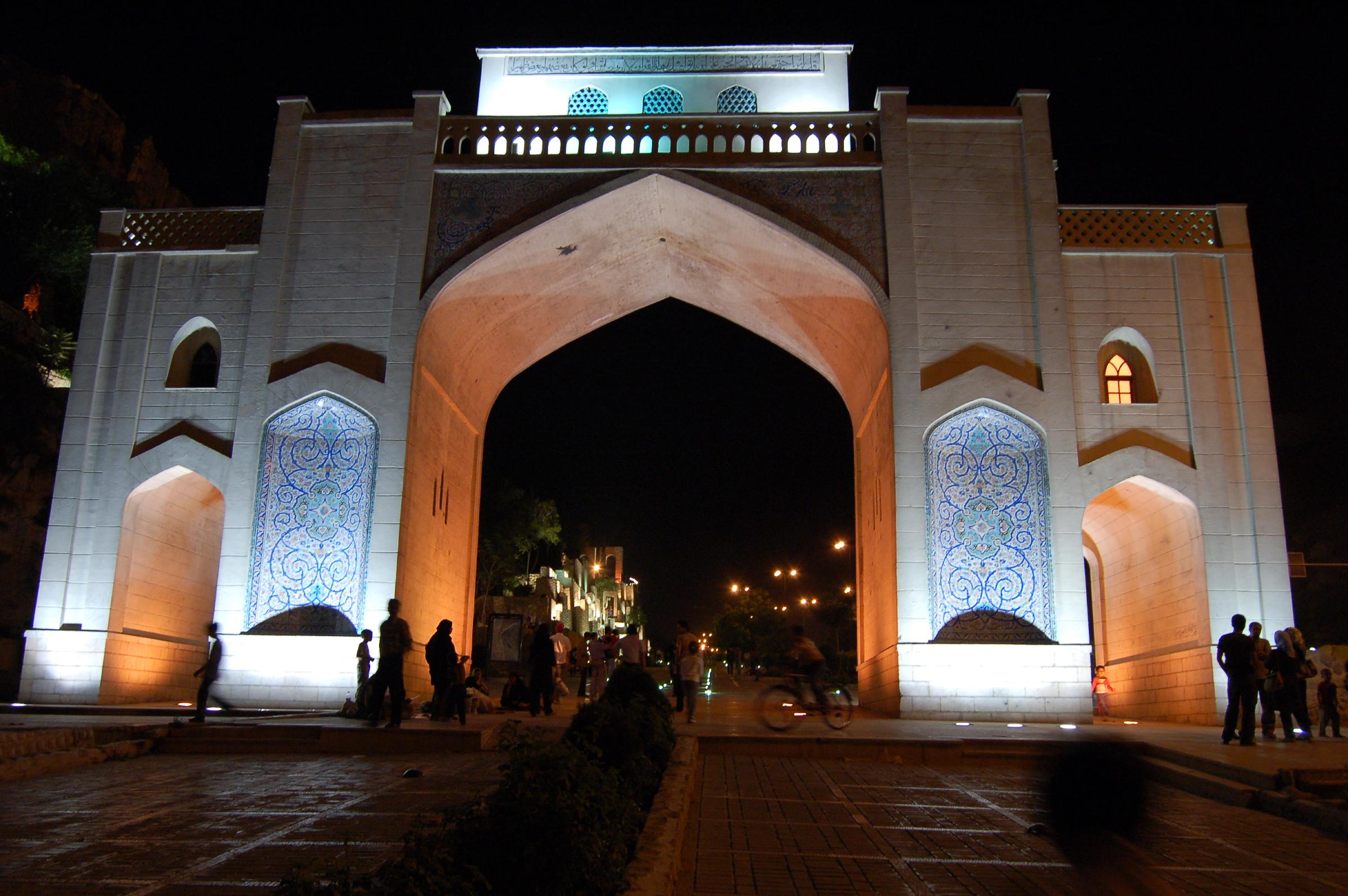
Koranporten i Shiraz.

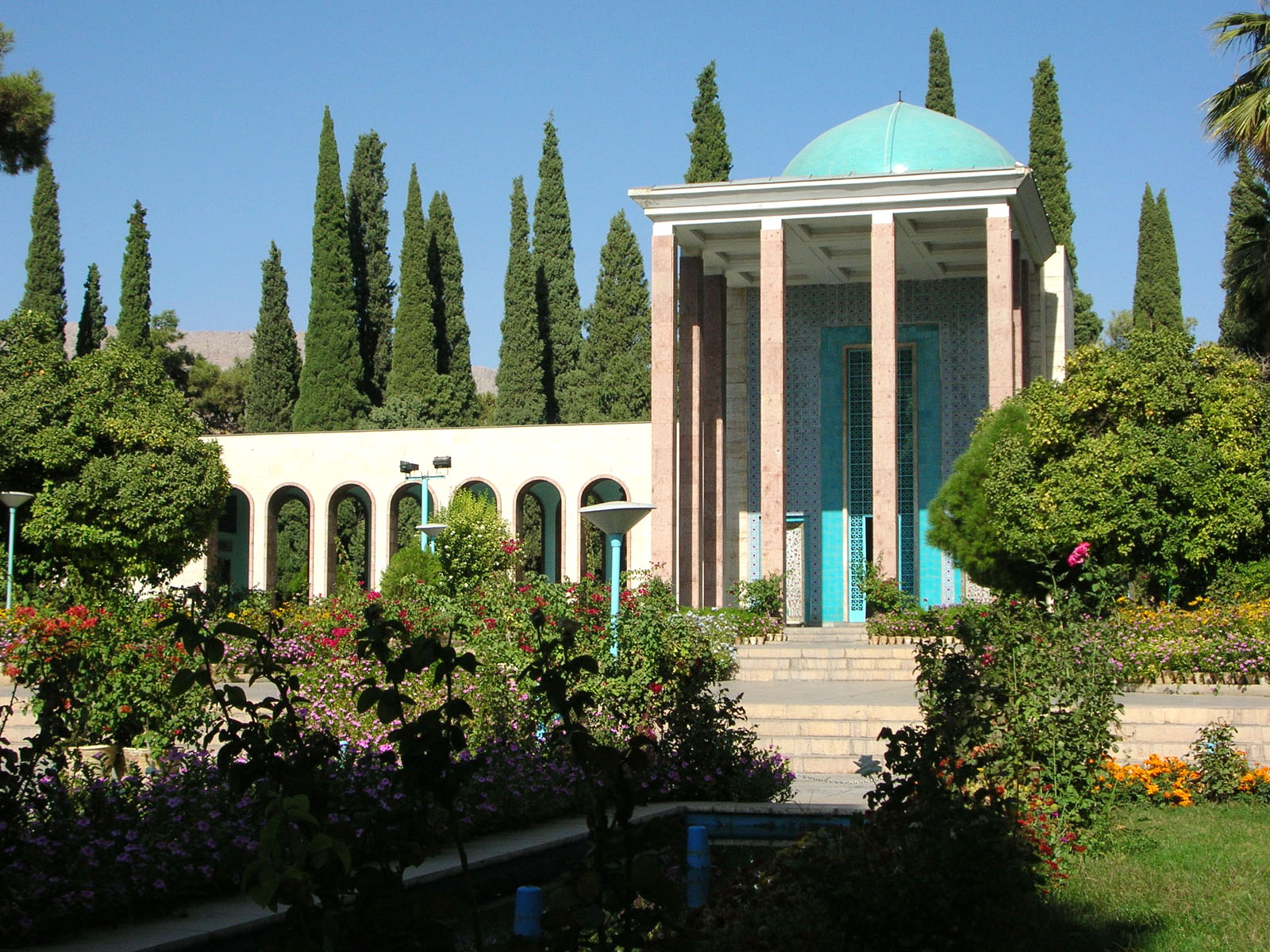
Shaikh Sa'dis grav i Shiraz.